# Alexander Douglas Campbell
Sir Alexander Douglas Campbell, britanski general, * 20. junij 1899, † 3. april 1980, Aldershot.